# Pleasant Valley (Texas)
Pleasant Valley é uma cidade  localizada no estado norte-americano do Texas, no Condado de Wichita.

## Demografia
Segundo o censo norte-americano de 2000, a sua população era de 408 habitantes.
Em 2006, foi estimada uma população de 370, um decréscimo de 38 (-9.3%).

## Geografia
De acordo com o United States Census Bureau tem uma área de
6,7 km², dos quais 6,7 km² cobertos por terra e 0,0 km² cobertos por água.

## Localidades na vizinhança
O diagrama seguinte representa as localidades num raio de 20 km ao redor de Pleasant Valley.